# Mezinárodní mistrovství Evropy v ragby 2020/2021
Mezinárodní mistrovství Evropy v ragby 2020/2021 bylo čtvrtou sezónou nového formátu, kde se všechny úrovně hrály v jednoletém cyklu.
Kvůli proticovidovým opatřením se v ročníku odehrál pouze Rugby Europe Championship, ostatní skupiny se nehrály.
Pro všechny týmy se ročník mezinárodního mistrovství Evropy v ragby stal prvním kvalifikačním na Mistrovství světa v ragby 2023 pro evropský region, kde se vítězný a druhý tým dvouletého cyklu automaticky kvalifikovaly do turnaje a třetí tým se kvalifikoval do závěrečného kvalifikačního turnaje.

## Rugby Europe Championship
Šest týmů se utkalo každý s každým 6. března – 18. prosince 2021.
|             | Gruzie | Rumunsko | Portugalsko | Rusko | Španělsko | Nizozemsko |
| ----------- | ------ | -------- | ----------- | ----- | --------- | ---------- |
| Gruzie      | xxx    | 28:17    |             |       |           | 48:15      |
| Rumunsko    |        | xxx      |             |       | 22:16     | 56:15      |
| Portugalsko | 16:29  | 27:28    | xxx         |       | 43:28     |            |
| Rusko       | 6:23   | 18:13    | 26:49       | xxx   |           |            |
| Španělsko   | 19:25  |          |             | 49:12 | xxx       |            |
| Nizozemsko  |        |          | 28:61       | 8:35  | 7:52      | xxx        |

| P  | Tým         | Z | V | P | Skóre   | Body |
| -- | ----------- | - | - | - | ------- | ---- |
| 1. | Gruzie      | 5 | 5 | 0 | 153:73  | 24   |
| 2. | Rumunsko    | 5 | 3 | 2 | 136:104 | 14   |
| 3. | Portugalsko | 5 | 3 | 2 | 196:139 | 14   |
| 4. | Rusko       | 5 | 2 | 3 | 97:142  | 9    |
| 5. | Španělsko   | 5 | 2 | 3 | 164:109 | 7    |
| 6. | Nizozemsko  | 5 | 0 | 5 | 73:252  | 0    |

Vítězství obhájil tým Gruzie. Nejvíce bodů (74) zapsal Samuel Marques (POR), nejvíce pětek (7) položil Raffaele Storti (POR).